# جاستن كاي
جاستن كاي (بالإنجليزية: Justin Kaye)‏ هو لاعب كرة قاعدة أمريكي، ولد في 9 يونيو 1976 في فورت لودرديل في الولايات المتحدة.

## وصلات خارجية
- جاستن كاي على موقعبيزبول رفرنس.كوم (الدوري الرئيسي) (الإنجليزية)
- جاستن كاي على موقعبيزبول رفرنس.كوم (الدوري الثانوي) (الإنجليزية)